# Familie Robinson
Familie Robinson (auch Die Schweizer Familie Robinson, jap. 家族ロビンソン漂流記 ふしぎな島のフローネ, Kazoku Robinson Hyōryūki: Fushigi na Shima no Furōne, dt. etwa: „Die Schiffbruchgeschichte der Familie Robinson: Flone von der wundersamen Insel“) ist eine japanische Zeichentrickserie (Anime) mit 50 Folgen. Sie gehört zu Nippon Animations Reihe World Masterpiece Theater, in der Literaturklassiker als Zeichentrickserien adaptiert wurden.
Sie wurde 1991 und 1992 im deutschen Sprachraum im Rahmen der Kindersendung Bim Bam Bino auf Tele 5 ausgestrahlt.

## Inhalt
Der Schweizer Arzt Ernst Robinson  erhält von einem Freund einen Brief, der ihn darum bittet, nach Australien auszuwandern und dort weiterzuarbeiten. Nach einem Gespräch mit seiner Familie entschließt er sich, dies in die Tat umzusetzen. Auf der Reise wird das Schiff von einem Sturm beschädigt und landet vor einer verlassenen Insel. Bis auf die Familie Robinson sind alle Personen an Bord verschwunden. Die Mitglieder der Familie Robinson gehen an Land und erkunden die Insel. Nach vielen Erlebnissen verlassen sie die Insel und gelangen nach Australien.

## Unterschiede zur Vorlage
Die Geschichte basiert lose auf dem Roman Der Schweizerische Robinson des Schweizer Schriftstellers Johann David Wyss.
Der Hauptcharakter dieser Anime-Serie ist das Mädchen Flone, welches im ursprünglichen Roman jedoch nicht existiert. Im Roman besteht die Robinson-Familie aus einem Vater, einer Mutter und vier Söhnen – Fritz, dem ältesten (16 Jahre), Ernst (14 Jahre), Jack (12 Jahre) und dem jüngsten, Franz (9 Jahre). Auch trägt in der Anime-Version der älteste Sohn den Namen Franz statt Fritz, und der Charakter des Jack ist im Anime ein dreijähriger Junge, nicht wie im Roman ein zehnjähriger. Im Anime ist Franz 15–16 Jahre alt, Flone 10–11 Jahre und Jack, der jüngste, ist 3–4 Jahre alt.

## Charaktere
Flone Robinson (フローネ・ロビンソン, Furōne Robinson)
Sprecher: Yoshiko Matsuo
Flone ist die Protagonistin der Serie und ist die mittlere Tochter der Familie Robinson. Sie ist am Anfang der Geschichte zehn Jahre alt, feiert später auf der Insel ihren elften Geburtstag. Flone liebt die Natur, ist temperamentvoll und bereit, fast alles zu tun. Sie sagt immer das, was sie gerade denkt, und genießt es, neue Dinge auszuprobieren und Abenteuer zu erleben. Die Geschichte ist in der Regel aus ihrer Sicht erzählt.
Franz Robinson (フランツ・ロビンソン, Furantsu Robinson)
Sprecher: Tōru Furuya
Franz, Flones älterer Bruder, ist 15 Jahre alt und ging in seiner Heimat Schweiz in die Oberstufe. Er sehnt sich danach, ein Komponist zu werden, und macht sich auf, seinen Traum zu erfüllen.
Dr. Ernst Robinson (エルンスト・ロビンソン, Erunsuto Robinson)
Sprecher: Katsuhiko Kobayashi (Folgen 1–9), Osamu Kobayashi (ab Folge 10)
Ernst Robinson ist der 46-jährige Vater von Flone und das Familienoberhaupt. Er ist ein wohlhabender Arzt in Bern, der armen Menschen, die es nicht leisten können, medizinische Behandlung zu bekommen, hilft. Er beschließt, mit seiner Familie nach Australien auszuwandern, nachdem er einen Brief aus Australien erhalten hat.
Anna Robinson (アンナ・ロビンソン, Anna Robinson)
Sprecher: Michiko Hirai
Die 35-jährige Anna ist Flones Mutter und ist leicht durch kleine Nagetiere, Reptilien sowie andere Dinge zu erschrecken. Sie ist die typische Hausfrau, die sich um Haus und die Kinder kümmert. Sie schaut besorgt auf die unbeschwerte, manchmal zu temperamentvolle Tochter Flone sowie die Gewohnheit des Rauchens von Kapitän Morton. Sie begleitet ihren Mann auf die Reise nach Australien, weil sie immer hinter seinen Entscheidungen stehen wird, sagt sie.
Jack Robinson (ジャック・ロビンソン, Jakku Robinson)
Sprecher: Makoto Kōsaka
Jack ist mit 3 Jahren der jüngste Sohn. Im Gegensatz zu seiner Mutter scheint er wie seine große Schwester Flone veranlagt zu sein und keine Angst vor Krabbeltieren zu haben. Wie seine Schwester gerät auch er immer mal wieder in Schwierigkeiten. Er liebt es, Dinge aus Muscheln zu basteln, kleine Tiere, Insekten und Reptilien zu sammeln.

## Episodenliste
Folgende 50 Episoden wurden ausgestrahlt:
| Nr. | Deutscher Titel                   | Japanischer Titel          | Erstveröffent- lichung Japan |
| 1   | Der Brief                         | 一つの手紙                 | 04.01.1981                   |
| 2   | Unsere Abreise                    | 旅立ち                     | 11.01.1981                   |
| 3   | Flone ändert ihre Meinung         | フローネの心変り           | 18.01.1981                   |
| 4   | Auf nach Australien               | オーストラリアめざして     | 25.01.1981                   |
| 5   | Kapitän Flone                     | フローネ船長               | 01.02.1981                   |
| 6   | Ein schrecklicher Sturm           | こわい嵐                   | 08.02.1981                   |
| 7   | Vaters Einfälle                   | なんでもできるおとうさん   | 15.02.1981                   |
| 8   | Zur Insel                         | 島をめざして               | 22.02.1981                   |
| 9   | Ein neues Familienmitglied        | あたらしい家族             | 01.03.1981                   |
| 10  | Ein trauriges Wiedersehen         | かなしみの再会             | 08.03.1981                   |
| 11  | Ein Monsterbaum                   | おばけの木                 | 15.03.1981                   |
| 12  | Mutters Kampf mit den Wölfen      | おかあさんの活躍           | 22.03.1981                   |
| 13  | Hallo liebe Freunde               | フランツの目               | 29.03.1981                   |
| 14  | Einmal mit Papi allein            | 貝殻の歌がきこえる         | 05.04.1981                   |
| 15  | Unser Haus auf dem Baum           | 木の上の家                 | 12.04.1981                   |
| 16  | Unser neuer Tagesablauf           | 我家の日課                 | 19.04.1981                   |
| 17  | Mutters Acker                     | おかあさんの畑             | 26.04.1981                   |
| 18  | Mercy in Seenot                   | メルクルを助けて!          | 03.05.1981                   |
| 19  | Flone geht auf Jagd               | フローネ、狩に行く         | 10.05.1981                   |
| 20  | Ein Schiff in Sicht               | 船が見える                 | 17.05.1981                   |
| 21  | Ein Wunder der Natur              | 亀の赤ちゃん               | 24.05.1981                   |
| 22  | Jack, der Sammler                 | ジャックはコレクター       | 31.05.1981                   |
| 23  | Ein freier Tag auf der Insel      | 無人島の休日               | 07.06.1981                   |
| 24  | Flones Trennung von der Familie   | フローネの家出             | 14.06.1981                   |
| 25  | Stockdunkle Nacht                 | 無人島の夜はまっくらやみ   | 21.06.1981                   |
| 26  | Wir sind eine Allround-Familie    | おにいちゃんは弓の名手?    | 28.06.1981                   |
| 27  | Ein Hochzeitstag mit Hindernissen | 無人島の音楽会             | 05.07.1981                   |
| 28  | Jack wird krank                   | ジャックの病気             | 12.07.1981                   |
| 29  | Auch Flone geht mal verloren      | フローネ行方不明となる     | 19.07.1981                   |
| 30  | Strafe muß sein                   | きついお仕置き             | 26.07.1981                   |
| 31  | Wird Flone ausgeschlossen?        | わたしはのけもの?          | 02.08.1981                   |
| 32  | Eine große Enttäuschung           | 船ができた!                | 09.08.1981                   |
| 33  | Der willkommene Regen             | 雨、雨、ふれふれ           | 23.08.1981                   |
| 34  | Eine aufregende Entdeckung        | 洞窟をさがせ!              | 30.08.1981                   |
| 35  | Das Geheimnis der Höhle           | 洞窟の秘密                 | 06.09.1981                   |
| 36  | Ein geheimnisvolles Wesen         | 幽霊が出る!                | 13.09.1981                   |
| 37  | Die neuen Schiffbrüchigen         | あらたな漂流者             | 20.09.1981                   |
| 38  | Flones kleiner Schwindel          | 男の子と女の子             | 27.09.1981                   |
| 39  | Der eigensinnige Mister Morton    | ひねくれ者モートン         | 04.10.1981                   |
| 40  | TomTom und der Vogel Strauß       | 少年タムタム               | 11.10.1981                   |
| 41  | Mister Morton ist verschwunden    | 行ってしまったモートンさん | 18.10.1981                   |
| 42  | Ein schreckliches Erdbeben        | 恐ろしい地震               | 25.10.1981                   |
| 43  | Mister Morton kommt zurück        | 戻ってきたモートンさん     | 01.11.1981                   |
| 44  | Die Planung für ein neues Schiff  | もう一度船を!              | 08.11.1981                   |
| 45  | Unser Esel stirbt                 | 死なないでロバさん         | 15.11.1981                   |
| 46  | Das Problem mit unseren Ziegen    | ヤギをすてないで           | 29.11.1981                   |
| 47  | Mister Morton gibt nach           | 続ヤギをすてないで         | 06.12.1981                   |
| 48  | Unsere Abreise steht fest         | さようなら無人島           | 13.12.1981                   |
| 49  | Hilfe, wir verdursten             | 陸が見える!                | 20.12.1981                   |
| 50  | Endlich in Australien             | また会う日まで             | 27.12.1981                   |